# Jean Sommeng Vorachak
Jean Sommeng Vorachak (Ban Sian Vangtha, 24 febbraio 1933 – Bangkok, 14 luglio 2009) è stato un vescovo cattolico laotiano.

## Biografia
Jean Sommeng Vorachak nacque il 24 febbraio 1933 a Ban Sian Vangtha, un villaggio nel distretto di Thakhek della provincia di Khammouan, all'epoca Indocina francese, in una devota famiglia cattolica di contadini con nove figli.
Svolse gli studi presso il seminario minore locale e in seguito fu inviato in Francia per completare la sua formazione presso il seminario maggiore.
Fu ordinato presbitero il 29 giugno 1963. Tornato in patria, svolse il servizio pastorale nella provincia di Khammouan e successivamente fu nominato direttore del seminario minore di Thakhek nel 1973.
Il 21 aprile 1975 papa Paolo VI lo nominò vicario apostolico di Savannakhet assegnandogli la sede titolare di Muzuca di Proconsolare. Ricevette l'ordinazione episcopale il 19 ottobre successivo nella cattedrale di San Luigi per imposizione delle mani del vescovo Thomas Khamphan.
Il 6 settembre 2007 si recò a Roma per la visita ad limina.
Resse il vicariato per 12 anni, morendo il 14 luglio 2009 all'età di 76 anni.

## Genealogia episcopale
La genealogia episcopale è:
- Cardinale Scipione Rebiba
- Cardinale Giulio Antonio Santori
- Cardinale Girolamo Bernerio, O.P.
- Arcivescovo Galeazzo Sanvitale
- Cardinale Ludovico Ludovisi
- Cardinale Luigi Caetani
- Cardinale Ulderico Carpegna
- Cardinale Paluzzo Paluzzi Altieri degli Albertoni
- Papa Benedetto XIII
- Papa Benedetto XIV
- Papa Clemente XIII
- Cardinale Marcantonio Colonna
- Cardinale Giacinto Sigismondo Gerdil, B.
- Cardinale Giulio Maria della Somaglia
- Cardinale Carlo Odescalchi, S.I.
- Cardinale Costantino Patrizi Naro
- Cardinale Lucido Maria Parocchi
- Papa Pio X
- Papa Benedetto XV
- Papa Pio XII
- Cardinale Eugène Tisserant
- Papa Paolo VI
- Vescovo Thomas Nantha
- Vescovo Thomas Khamphan
- Vescovo Jean Sommeng Vorachak